# مصفاة جراحية
المصفاة الجراحية هي عبارة عن عملية قراءة الأفكار في الطب. وتعد مثالًا لكيفية تنظيم إجابة الفحص المخصصة لطلبة الطب والأطباء أثناء التعرض للأسئلة. كما تعتبر أيضًا طريقة لاستحضار إجابات الأسئلة الموجهة من قبل المرضى وذويهم بطريقة منطقية، وكذلك إنشاء المقالات ونصوص المراجع الخاصة بالطب. وتشدد بعض الكتب التعليمية على استخدام المصفاة الجراحية كبنية أساسية لعملية التشخيص وتدبير علاجي للعلل.

## المصفاة
على الرغم من وجود نسخ عديدة من المصفاة حول العالم التي بها بعض الاختلافات البسيطة، إلا أن المصفاة الجراحية تتكون من الأنواع التالية من العمليات الموجودة في جسم الإنسان بأي ترتيب خاص:
- الخلقي
- المكتسب
  - الوعائي
  - المعدي
  - الرَضْحِيّ
  - المناعي
  - الأيضي
  - الالْتِهابِي
  - العصبي
  - الورمي
  - التَنَكُّسِيّ
  - البيئي
  - مجهول السبب

## أمثلة
ما هي الأسباب الوجيزة للحالة التخليطية في المريض؟
1. مجهول السبب/ علاجي المنشأ: الإفراط الدوائي، المهدئات، المسكنات، الستيرويدات، انسحاب الدواء
2. الوعائي: السكتة الدماغية، النوبة الإقفارية العابرة، الخَرَف الوِعائِيّ

العدوى #الالتهابية:، متلازمة الاستجابة الالتهابية الجهازية
1. الرضحي: رضح الرأس، نَزْفٌ داخِلَ القِحْف، الصدمة
2. المناعِيٌّ الذَاتِيّ: المرض الدرقي
3. الأيضي: فقدان التوازن، الحُماض الكيتونِيّ السُكَّرِيّ، هبوط سكر الدم، متلازمة الإفراز غير المناسب للهرمون
4. المعدي: الإِنْتان، العدوى المحلية
5. الورمي: الورم الدماغي، السُرَاط
6. التَنَكُّسِيّ: مرض الزهايمر، الخرف

ما هي مسببات تَضَخُّم الطِّحال؟
1. مجهول السبب: الفُرْفُرِيَّةُ القَليلَةُ الصُّفَيحاتِ مَجْهولَةُ السَّبَب
2. الوعائي: انسداد الوريد البابي، مُتَلاَزِمَةُ باد-خياري، اعتلالات خضاب الدم ([داءُ الكُرَيَّاتِ المِنْجَلِيَّة، الثَلاَسيمِيَّة)
3. المعدي: الإيدز، كَثْرَةُ الوَحيدات ، لإنتان الدموي، السُلّ، داءُ البرُوسِيلاَت، الملاريا، الْتِهابُ الشَّغافِ العَدْوائِيّ
4. الرضحي: الورَم الدَمَوِيّ، التَمَزُّق
5. المناعي الذاتي: الْتِهابُ المَفْصِلِ الرُّوماتويديّ، الذئْبَةٌ الحُمَامِيَّةٌ المَجْموعِيَّة
6. الأيضي: داءُ غوشيه، أَدْواءُ عَديدِ السَّكاريدِ المُخاطِيّ، الدَّاءُ النَّشَوانِيّ، داءُ تنجير
7. الالتهابي: الساركويد
8. الورمي: ابْيِضاضُ النِقَوِيّ المزمن، النَقائِل، اضطربات التَكاثُرِيٌّ النِقْيِيّ

## الأساس البَاثُولُوجِيّ للمرض
يعد أساس روبنز الباثولوجي للمرض مرجعًا علميًا دولًيا في علم الأمراض. كما أن فصوله التي تحمل عنوان 'الباثولوجيا العامة' تعد نسخة للمصفاة الجراحية:
3. الالتهاب الحاد والمزمن

4. إصلاح الأنسجة

5. الاضطرابات الدينَاميكيٌّة الدَمَوِيّة 

6. الاضطرابات الجينية 

7. أمراض المناعة

8. الورم

9. الأمراض المعدية

10. علم الأمراض البيئية والغذائية

## في الثقافة الشعبية
تم استخدام المصفاة الجراحية باستمرار من قبل الدكتور جريجوري هاوس الذي قام بدور الطبيب في المسلسل التليفيزيوني هاوس الذي كان يشخص الأمراض التي يعاني منها المرضى. في بعض الحلقات تم كتابة بعض النماذج المختلفة للمصفاة الجراحية على سبورة دكتور هاوس، بينما يحاول فريق العمل تشخيص الحالات الصعبة. وفي الحلقة التي كانت تحمل اسم الأبوة، تم استخدام الميدنت الذاكري في التعبير عن المصفاة (الأيضي، الالتهاب، التنكيسي، الورمي، العدوى، الرضح).